# Mauro Spagnoletti
Mauro Spagnoletti (Molfetta, 1º agosto 1922 – Bari, 25 marzo 1991) è stato un educatore, storico e giornalista italiano, noto, in particolare, per i suoi studi sulla storia del meridione, sul brigantaggio e sulla questione meridionale.

## Biografia
Nato da Pasquale e Cesarea Pansini, appena ventenne vinse il concorso nazionale a cattedre della scuola elementare e, nel 1942, divenne insegnante di ruolo.
Successivamente, conseguì la laurea in pedagogia, e la abilitazione all'insegnamento delle lettere italiane e della storia nella scuola secondaria superiore.
Il 26 luglio 1947 sposò Italia Palazzo, e dal matrimonio nacquero cinque figli, quattro dei quali viventi.
Nei primi anni cinquanta, avviò una pluriennale esperienza universitaria come assistente della cattedra di storia - prima della Facoltà di lettere e quindi di quella di magistero - della Università degli Studi di Bari e assunse un deciso impegno di servizio sociale.
Già dal 1958 direttore didattico e dal 1970, dopo aver vinto un concorso nazionale, ispettore scolastico della Prima circoscrizione di Bari, quindi ispettore tecnico periferico e, da ultimo dirigente superiore dei servizi ispettivi del Ministero della Pubblica Istruzione, resse per anni la segreteria tecnica regionale degli ispettori, dirigendo altresì l'anagrafe scolastica centralizzata, osservatorio istituzionale sull'evasione dell'obbligo scolastico.
Presidente provinciale e regionale della Federazione Italiana delle Scuole Materne, fu riconosciuto punto di riferimento ed orientamento nelle attività di formazione e aggiornamento del docenti e del personale direttivo scolastico per insegnanti e direttori didattici, realizzando anche opportuni raccordi tra i diversi ambiti operativi della sua azione, ad esempio attraverso i corsi di storia della scuola, organizzati dalla Società di storia patria per la Puglia; partecipò, altresì, in qualità di esperto e nelle sedi di consulenza legislativa regionale, alla elaborazione e stesura delle leggi regionali sul diritto allo studio e sulla formazione professionale.
Tra le sue attività, si segnala l'efficace azione per la cooperazione con in Paesi in via di decolonizzazione: delegato dell'”Istituto Italiano per l’Africa”, diresse innumerevoli corsi di formazione per i docenti delle scuole italiane e organizzò per la Fiera del Levante i convegni italo-africani con la partecipazione ufficiale dei governi di quei Paesi.
A significativo riconoscimento della attività svolta per la promozione dell'educazione e della cultura, il 2 giugno 1981 venne insignito, dal Presidente della Repubblica, Sandro Pertini, dei titoli di Commendatore della Repubblica, e, quindi, della Medaglia d’oro ai benemeriti della scuola, della cultura e dell’arte.
Dopo una lunga malattia, si spense a Bari il 25 marzo 1991.
Nel 2011 il Comune di Molfetta, in riconoscimento ai suoi meriti di educatore ha intitolato una via a suo nome.

## L'attività di giornalista
Dal 1944 al 1947, affiancò all'insegnamento l'impegno giornalistico, quale redattore del quotidiano “La Voce” e del settimanale “Civiltà Proletaria”, dalle cui colonne firmò corsivi con lo pseudonimo di “Scolasticus”.
Ricostituitasi, il 7 giugno 1944, la Federazione Nazionale Stampa Italiana, egli fu tra i primi iscritti al nuovo Albo professionale quale giornalista professionista e partecipò, come delegato, al primo Congresso Nazionale della Stampa nell'Italia liberata, celebratosi a Palermo.
Negli anni sessanta e settanta fu Direttore del periodico politico culturale “Il Nuovo Risveglio”, fondato insieme al Professor Angelo Schittulli.
Come componente del comitato scientifico, fu direttore della rivista “Pugliascuola”.

## L'impegno politico
Tra la fine del 1943 e i primi mesi del 1944 si trasferì a Bari, dove entrò in contatto con gli ambienti politici della sinistra antifascista, e in particolare con il Partito Comunista Italiano e fece parte del locale Comitato di Liberazione Nazionale.
Lasciò, in seguito, il Partito Comunista Italiano, più per la sua matrice cattolica che per ragioni politiche e si avvicinò alla sinistra sociale dell'amico Aldo Moro.
Nella seconda metà degli anni sessanta, iniziò ad occuparsi direttamente di politica nelle liste della Democrazia Cristiana, sempre al fianco di Aldo Moro, raccogliendo prevalenti consensi di stima nella scuola barese, venne eletto nel Consiglio Comunale di Bari per due consiliature (1966-1976), sedendovi dal 12 giugno 1966 al 5 maggio 1976, e ricoprendo anche vari incarichi di assessorati.

Spagnoletti nel Consiglio comunale di Bari

Nel momento in cui apprese la notizia del ritrovamento delle spoglie di Aldo Moro, il 9 maggio 1978, decise di lasciare l'impegno attivo in politica.

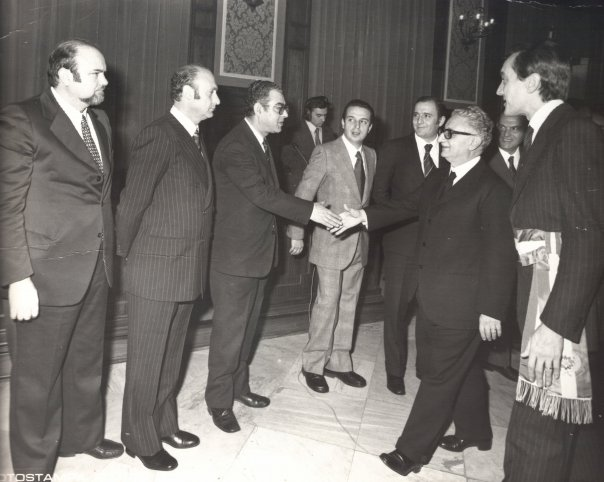
Spagnoletti con il presidente della Repubblica Giovanni Leone

Dopo la parentesi politico-amministrativa, e conservando quale unica carica istituzionale sino alla sua scomparsa quella di componente della Commissione Comunale per la Toponomastica, tornò a dedicarsi prevalentemente ai suoi principali interessi, la ricerca storica e la scuola.

## L'attività storica e storiografica
Dal 1950, fu tra i soci fondatori della Società di Storia Patria per la Puglia, succeduta all'omologa Deputazione Provinciale, ove collabora ininterrottamente fino alla morte. Si segnalano, oltre al costante impulso organizzativo, numerose attività editoriali e di interesse storico-scientifico:
- edizione di oltre una decina di volumi del Codice Diplomatico Barese, continuato nel Codice Diplomatico Pugliese;
- sviluppo della collana di Documenti e Monografie, pure accresciuta da una ventina di volumi;
- avvio di tutte le altre collane editoriali, da Musiche e Musicisti Pugliesi a Indici, Lessici e Dizionari; gli Atti dei Convegni; gli Studi e Ricerche; le Bibliografie e Fonti Archivistiche, i Quaderni dell'Archivio Storico Pugliese, mentre assume puntuale cadenza la uscita della rivista Archivio Storico Pugliese;

Dal 1980, fondò e diresse con Giuseppe Coniglio, dell'Università degli Studi di Napoli, Tommaso Pedio, dell'Università degli Studi di Bari e, successivamente, Michele Fuiano, la rivista “Studi Storici Meridionali”; diresse, altresì, la collana di opere rarissime ristampate in fotolito de “I Classici della Cultura Pugliese”, con le Edizioni Sigma di Bari, tra il 1976 e il 1979, comprendendovi, tra l'altro, e presentandone l'edizione, il “Corpus Inscriptionum Messapicorum” di Francesco Ribezzo.
La sua attività di educatore e studioso proseguì anche dopo la breve convalescenza seguita a un infarto miocardico, che lo colpì nell'aprile 1975.
Attinto da nuova malattia, dopo aver curato dal proprio letto la pubblicazione degli ultimi numeri di “Pugliascuola”, dedicando l'ultimo editoriale alla riforma dell'ordinamento didattico della scuola elementare, morì in Bari la sera del 25 marzo 1991.

## Opere
- 1975 - Bari dei nostri nonni (Enrico Lonero e Luigi Sada), Bari, Adriatica Edrtr. 1975, pp. 480.
- 1980 - Studi e ricerche di Tommaso Pedio, Bari Ed. Levante 1980, pp. 140.
- 1984 - San Nicola di Mira nelle immagini (con Giuseppe Lucatuorto), Fasano, Schena 1984, pp. 190.
- 1990 - Nuove storie e storieIle di Puglia (con Luigi Sada), Vibo Valentia-Milano, Quale cultura-Jaca Book 1990, pp. 366.